# Чорноморська зернова ініціатива
Ініціатива з безпечного транспортування зерна та харчових продуктів з українських портів, також знана як Чорноморська зернова ініціатива (коротко — «зернова угода») — є двома окремими угодами з різними змістами: між Росією та Організацією Об'єднаних Націй (ООН) за участю Туреччини, між Україною та ООН за участю Туреччини, укладеними під час російського вторгнення в Україну у 2022 році.
Російське вторгнення в Україну, що триває з лютого 2022 року, призвело до повної зупинки поставок зерна з України, яка раніше була великим експортером. Документи були підписані в Стамбулі 22 липня 2022 року. Липнева угода створила процедури для безпечного експорту зерна з певних портів, щоб спробувати вирішити продовольчу кризу 2022 року. Станом на кінець жовтня з українських портів успішно вийшло понад 400 суден, які перевезли майже 9,5 млн тонн зерна та інших харчових продуктів.
Термін дії угоди закінчувався 19 листопада 2022 року, якщо її не буде продовжено. Переговори про його продовження велися за сприяння ООН протягом жовтня 2022 року. Однак Росія призупинила свою участь в угоді 29 жовтня через атаку безпілотника на російські військові кораблі в порту Севастополя. Росія відновила свою участь 2 листопада після посередництва Туреччини та ООН. Росія заявила, що Україна погодилася не використовувати зерновий експортний коридор для проведення військових операцій проти Росії, в той час як Україна заявила, що ніяких нових запевнень не було надано, оскільки Україна не використовувала і не буде використовувати коридор у військових цілях.
Після виходу Росії з угоди 17 липня 2023 зросла ескалація бойових дій на Чорному морі, за результатом яких Україна послабила російський флот і в односторонньому порядку проголосила створення нового коридору.

## Передумови
За оцінками, у 2022 році 47 мільйонів людей страждатимуть від гострого голоду внаслідок різкого зростання цін на продовольство у світі, частково через вплив російського вторгнення в Україну у 2022 році. Країни, що розвиваються, та країни з перехідною економікою в Африці, Азії та Латинській Америці найбільше постраждали від цієї війни через їхню залежність від імпорту зерна та палива.
За даними Продовольчої та сільськогосподарської організації ООН, Україна входить до числа провідних світових експортерів зерна, щорічно поставляючи на світовий ринок понад 45 млн тонн. За повідомленням Бі-Бі-Сі, в українському портовому місті Одеса накопичилося близько 20 млн тонн зерна До нападу Росії на Україну майже вся українська пшениця, кукурудза та соняшникова олія експортувалися через чорноморські порти. До підписання угоди інфраструктура деяких портів була пошкоджена, інші перебувають під російським контролем, а треті заблоковані мінами. Спочатку український уряд неохоче йшов на розмінування моря через масштабність завдання та можливість залишити порти відкритими для нападу.

## Хронологія

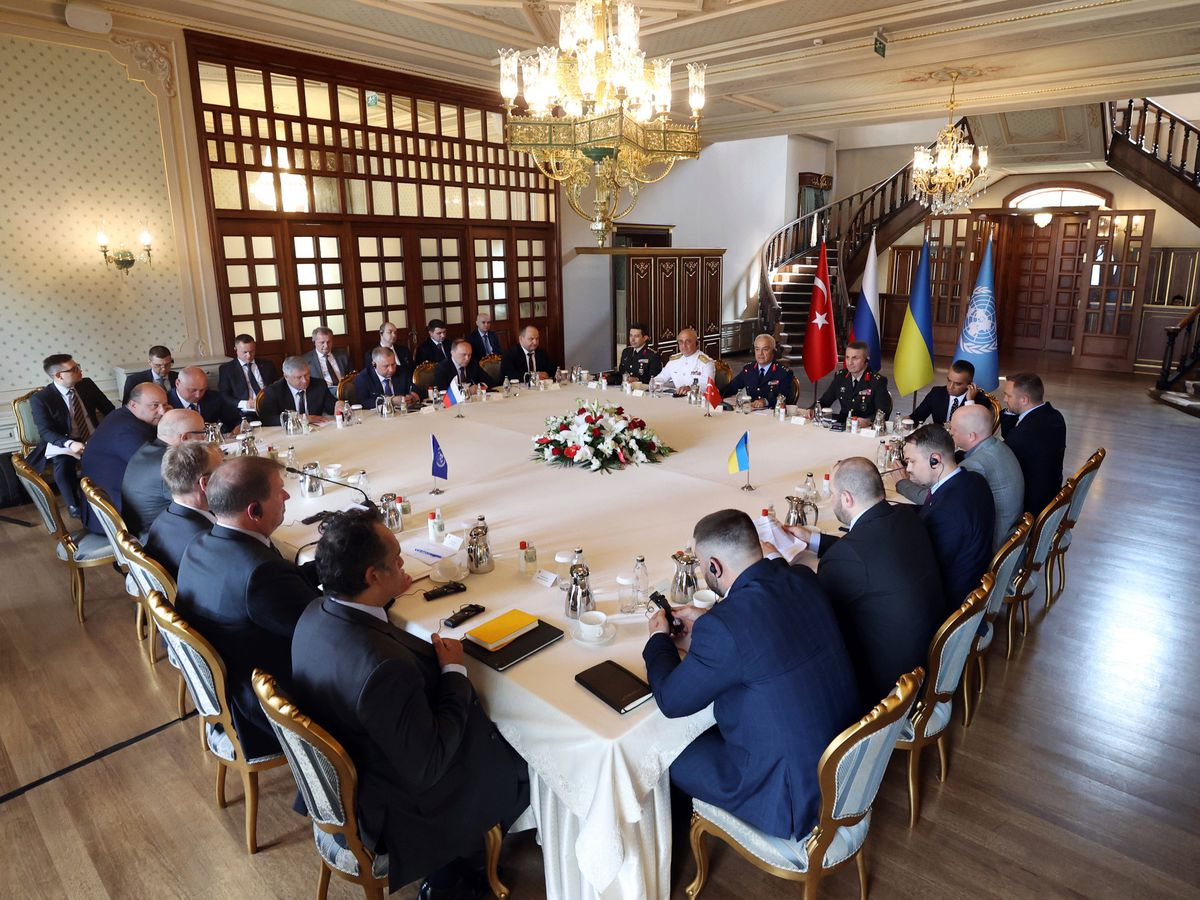
Представники чотирьох сторін за столом переговорів у Стамбулі

### 2022
- 25 квітня: Генеральний секретар ООН Антоніу Гутерріш і президент Туреччини Реджеп Таїп Ердоган провели зустріч, щоб обговорити вплив конфлікту на глобальні проблеми, зокрема продовольство, енергетику та фінанси[13].
- 26 квітня: Гутерріш зустрівся з президентом Росії Володимиром Путіним, назвавши зустріч «дуже корисною»[14].
- 28 квітня: Гутерріш зустрівся з президентом України Володимиром Зеленським та іншими офіційними особами, щоб обговорити продовольчу кризу.[15]
- 26 травня: Росія змінила маршрут «блакитного безпечного морського коридору» з українських портів через свою морську зону відчуження з метою підвищення безпеки для торговельних суден[16].
- 3 червня: Путін зустрівся з президентом Африканського Союзу Макі Солом, щоб обговорити поставки зерна з Росії та України до Африки [17].
- 7 червня: міністри оборони Росії та Туреччини обговорили декілька тем, у тому числі потенційний коридор експорту зерна з України[18].
- 8 липня: міністр закордонних справ Росії Сергій Лавров заявив, що Росія відпустить експорт зерна, якщо Україна розмінує воду навколо своїх портів[19].
- 11 липня: Зеленський заявив, що провів переговори з Ердоганом про необхідність розблокувати порти України та відновити експорт зерна[20].
- 13 липня: Військові делегації Росії, Туреччини та України зустрілися з делегацією ООН у Стамбулі[21].
- 19 липня: під час зустрічі в Ірані Путін зустрівся з Ердоганом, щоб обговорити експорт зерна[22].
- 22 липня : Церемонія підписання документів відбулася в Стамбулі за присутності Гутерріша, Ердогана, міністра оборони Росії Сергія Шойгу, міністра інфраструктури України Олександра Кубракова та міністра оборони Туреччини Хулусі Акара[23][24].
- 23 липня: менш ніж через добу після підписання угоди про експорт зерна Росія розбомбила Одеський морський торговельний порт[25].
- 25 липня: Адміністрацією морських портів України (АМПУ) проводиться підготовка до відновлення експорту зерна[26].
- 27 липня: у Стамбулі офіційно відкрито Спільний координаційний центр (СКЦ)[27].
- 28 липня: голова ООН з питань допомоги Мартін Гріффітс заявив, що перша поставка може бути здійснена вже в п'ятницю, але «важливі» деталі ще опрацьовуються[28].
- 29 липня: під час неоголошеної появи в Одесі Зеленський заявив, що український корабель готовий і чекає сигналу для виходу з порту[29].
- 31 липня: речник президента Туреччини Ібрагім Калін оголосив, що перше судно може вирушити в понеділок (1 серпня) і не пізніше вівторка (2 серпня)[30].
- 1 серпня: перше судно, завантажене українським зерном, покинуло порт Одеси. Пунктом призначення корабля був Ліван[31].
- 7 вересня: загальна кількість суден, які вийшли з України на сьогоднішній день відповідно до угоди, досягає 100[32][33].
- 28 жовтня: загальна кількість суден, які вийшли з України на сьогоднішній день згідно з угодою, досягла 400[32].
- 29 жовтня: Росія призупиняє свою участь[5]
- 2 листопада: Росія відновлює свою участь[6].
- 15 листопада: Україна пропонує поширити ініціативу на Миколаївський порт та порт Ольвія в Миколаївській області[34].
- 19 листопада: Угоду продовжено ще на 120 днів[35].

### 2023
- 19 березня: дія зернової угоди продовжена ще на чотири місяці (120 днів)[36][37], заявили в Україні. В Росії стверджують, що продовжили угоду на 60 днів[38]. В ООН підтвердили продовження зернової угоди, яка стосується експорту українського зерна, — про це повідомила пресслужба організації[39][40].
- 17 травня: зернову угоду розблоковано, вона продовжить свою дію до 18 липня[41].

17 липня зернову угоду припинено з боку Росії на тлі підриву Кримського мосту.
19 липня російське міністерство оборони заявило, що з 00:00 московського часу 20 липня 2023 року вважатиме всі судна, що прямують до українських портів потенційними перевізниками озброєнь а країни, під чиї прапора мають ці судна — залученими до війни. Також росія оголосила низку районів у північно-західній та південно-східній частині Чорного моря небезпечними для судноплавства.
Після зриву домовленостей росія стала систематично завдавати ракетних ударів по портах, портовій та зерновій інфраструктурі на півдні України. Зокрема:
- Вночі з 18 на 19 липня по портовій інфраструктурі Одеси завдано масованого ракетного удару із застосуванням крилатих ракет, БПЛА-камікадзе типу «Шахед-131». В порту Чорноморська знищено до 60 тисяч тон готового до відправлення зерна[47][48]. Внаслідок удару постраждала портова інфраструктура, численні житлові будинки в місті та інші об'єкти[49].
- Вночі на 24 липня 2023 року був обстріляний Ренійський морський порт[50].
- Вночі з 1 на 2 серпня 2023 року збройні сили РФ атакували об'єкти портової та промислової інфраструктури Дунаю. Внаслідок обстрілу пошкоджень та руйнувань зазнали елеватор, зернові ангари, резервуари одного з вантажних терміналів, виробничі, складські та адміністративні приміщення. Також суттєвих руйнувань зазнала триповерхова будівля «Морвокзалу». Істотних ушкоджень зазнав елеватор в порту Ізмаїл[51].
- 16 серпня 2023 РФ атакувала ДП «Ренійський морський торговельний порт».[52]
- 23 серпня 2023 — восьма за рахунком атака на портову інфраструктуру України після виходу росії зі зернової ініціативи. Загалом за місяць атак на порти знищено 270 тисяч тонн зерна.[53][54]
- 4 вересня 2023 року масована нічна атака ударними безпілотними літальними апаратами була спрямована по цивільній інфраструктурі Подунав'я, коли два російські дрони-камікадзе Shahed-136 впали та здетонували на території Румунії.[55][56]
- 6 вересня 2023 внаслідок російської атаки безпілотниками загинув працівник агропідприємства — помер у лікарні від отриманих поранень. У кількох населених пунктах — руйнування та пожежі. Росіяни пошкодили об'єкти припортової та сільськогосподарської інфраструктури: елеватори, адміністративні будівлі, агропідприємства.
6 вересня 2023 Туреччина пропустила російське судно з краденим українським зерном.[57]

Натомість, спершу Міністерство оборони України попередило, що «з 00:00 21 липня 2023 року всі судна, що прямують в акваторії Чорного моря у напрямку морських портів Російської Федерації та українських морських портів, що знаходяться на тимчасово окупованій Росією території України, можуть розглядатися Україною як такі, що перевозять вантажі воєнного призначення з усіма відповідними ризиками». А після ураження неподалік Новоросійська великого десантного корабля Оленегорский горняк та танкера «Sig» («Сиг») в українських територіальних водах неподалік Керченської протоки Держгідрографії України 5 серпня 2023 року оголосило про військову загрозу в акваторії внутрішнього та зовнішнього рейдів портів Анапа, Новоросійськ, Геленджик, Туапсе, Сочі, Тамань.
13 серпня 2023 року російські військові втілили свої погрози — неподалік Босфорської протоки, поблизу Турецьких територіальних вод патрульний корабель проєкту 22160 «Василий Быков» здійснив примусовий догляд цивільного турецького судна Sukru Okan під прапором Палу, яке прямувало до порту Ізмаїл. На борт турецького суховантажу була висаджена з вертольота Ка-29 доглядова команда російських військових. Після інциденту корабель змінив порт призначення на румунський Суліна.

### 2024
11 вересня 2024 року, приблизно об 23:05 випущена з Ту-22М3 з району окупованого Криму ракета Х-22 влучила у балкер MV Aya, що перебував за 75 км на південь від острова Зміїний та на відстані близько 50 км від узбережжя Румунії в румунській виключній економічній зоні. Балкер з власником у Белізі та під прапором Сент-Кіттс і Невіс йшов з порту Чорноморськ навантажений 26 550 тонами пшениці для Єгипту. Після влучення ракети корабель різко змінив курс та рушив до порту Констанца в Румунії. Ніхто з 23 членів екіпажу не постраждав.

## Угода

Чорноморська ініціатива, узгоджена 22 липня 2022 року

Церемонія підписання відбулася 22 липня 2022 року в палаці Долмабахче в Стамбулі, Туреччина. Церемонія стала першою великою угодою між ворогуючими сторонами з початку російського вторгнення в лютому. Однак, це не була пряма угода між Росією та Україною. Замість цього Україна підписала угоду з Туреччиною та ООН, а Росія підписала окрему «дзеркальну» угоду з Туреччиною та ООН.
Підписані документи передбачають безпечне судноплавство для експорту зерна та супутніх харчових продуктів, а також добрив, включаючи аміак, з українських портів Одеси, Чорноморська та Южного. Судна проходитимуть Чорним морем у спеціально створених коридорах, які розміновані. Всі торгові судна зобов'язані заходити до Туреччини для огляду.
Водночас була досягнута ще одна домовленість щодо сприяння ООН безперешкодному експорту російського продовольства, добрив та сировини для них. Станом на жовтень 2022 року такий російський експорт все ще стикається з перешкодами.

### Об'єднаний координаційний центр
У рамках угоди 27 липня в Стамбулі було створено Спільний координаційний центр (СКЦ) під егідою ООН. Завданням СКЦ є реєстрація та моніторинг відплиття комерційних суден за допомогою супутникового зв'язку, Інтернету та інших засобів зв'язку. Його основним обов'язком є перевірка відсутності несанкціонованих вантажів і персоналу на борту суден. СКЦ розташований на території кампусу Національного університету оборони, приблизно за 7 кілометрів на північ від центру Стамбула. Центр очолює турецький адмірал. Всього в ньому працюють двадцять делегатів (по п'ять представників від кожної з 4-х залучених сторін). Українці та росіяни працюють окремо один від одного і контакт між ними відбувається лише в екстрених ситуаціях, якщо це буде визнано необхідним. СКЦ узгодив та видав окремий документ - Процедури для торговельних суден. Дані Процедури визначали координати гуманітарного коридору та інспекційних зон, встановлювали буферну зону радіусом 10 морських миль від судна, що рухалось коридором, у яку заборонялося заходити військовим кораблям, літакам або дронам.

## Наслідки
Після цієї угоди ціни на пшеницю впали до довоєнного рівня.
23 липня, менш ніж через добу після підписання угоди про експорт зерна, стало відомо, що Росія запустила ракети «Калібр» в Одеському морському торговому порту. За даними України, дві з чотирьох ракет були перехоплені. Російські офіційні особи заявили Туреччині, що Росія не має «жодного відношення» до ракетного удару. Наступного дня Ігор Конашенков, речник Міністерства оборони Росії, підтвердив факт удару, заявивши, що він знищив український військовий корабель і склад протикорабельних ракет «Гарпун». Після атаки страховики стали більш неохоче страхувати торгові судна, що прямують до України. Велика Британія заявила, що допоможе домогтися страхування відповідних компаній.
1 серпня перше судно вийшло з українського порту.
Станом на 26 серпня, за словами Президента України Володимира Зеленського, Україна експортувала близько 1 мільйона тонн зерна. Заявлена мета, за словами українського президента, становить не менше 3 млн тонн на місяць.
4 вересня 2022 Україна відправила 282 500 тонн сільськогосподарської продукції до восьми країн світу 13 суднами, що є найбільшим добовим показником на сьогоднішній день. Станом на 29 жовтня 2022 року до 40 країн світу відправлено 9,3 млн тонн сільськогосподарської продукції 409 рейсами, найбільше - до Туреччини (134), Іспанії (64), Італії (54), Китаю (20), Греції (20) та Єгипту (19).
Україна має намір експортувати 60 млн тонн за 9 місяців, якщо порти продовжать нормально функціонувати. «Коридори солідарності» були організовані на кордонах України Європейським Союзом для пропуску зерна через європейські залізничні, автомобільні та річкові вантажопотоки до країн призначення, 60% українського зерна було експортовано через європейські "коридори солідарності", а решта - через чорноморські порти, розблоковані згідно зі Стамбульськими домовленостями до жовтня 2022 року.

### Можливе продовження терміну дії та переукладання договору
Угода, яка спочатку була укладена лише на чотири місяці, втратить чинність 19 листопада 2022 року, якщо її не буде продовжено. В середині жовтня російські дипломати в ООН заявили, що оновлена угода має також дозволити збільшити експорт російського зерна і добрив. Україна розкритикувала позицію Росії та заявила, що не має жодних додаткових вимог, окрім липневих умов, на які вона раніше погодилася.
Координатор ООН з питань угоди Амір Махмуд Абдулла висловив сподівання, що домовленість про її продовження може бути досягнута, оскільки ООН продовжує сприяти переговорам.
29 жовтня Росія призупинила участь в угоді через масовану атаку безпілотників на порт Севастополя. Росія припустила, що Україна неправомірно використала вантажне судно для нанесення удару, але ООН заявила, що в ніч атаки в зерновому коридорі не було жодного вантажного судна. Ряд суден з зерном продовжували вирушати з українських портів зі схвалення ООН і Туреччини, хоча неясно, чи можуть поставки тривати нескінченно довго. Страховики призупинили видачу страховок на майбутні рейси суден в рамках ініціативи. Росія відновила свою участь 2 листопада за посередництва Туреччини та ООН. Росія заявила, що Україна погодилася не використовувати зерновий експортний коридор для проведення військових операцій проти Росії, в той час як Україна заявила, що ніяких нових запевнень не було надано, оскільки Україна не використовувала і не буде використовувати коридор у військових цілях.

## Реакція
Угода була позитивно сприйнята міжнародним співтовариством, при цьому зберігається занепокоєння щодо її імплементації. Прем'єр-міністр Канади Джастін Трюдо заявив, що G7 «тісно співпрацює з такими партнерами, як Туреччина та іншими», щоб вивезти зерно з України, не маючи при цьому впевненості в надійності Росії. Глава зовнішньополітичного відомства ЄС Жозеп Боррель написав у Твіттері, що угода є «кроком у правильному напрямку» і привітав зусилля ООН і Туреччини.
Міністр закордонних справ Великої Британії Ліз Трасс привітала угоду і заявила, що «стежить за тим, щоб дії Росії відповідали її словам». Генеральний секретар Міжнародної палати судноплавства Гай Платтен назвав угоду «довгоочікуваним проривом для мільйонів людей, виживання яких залежить від безпечного транспортування зерна». Лідери африканських країн, які імпортують продовольство з України та Росії, привітали угоду, а президент Південно-Африканської Республіки Сиріл Рамафоса заявив, що «на це пішло надто багато часу».
На церемонії підписання генеральний секретар ООН Антоніу Гутерріш назвав угоду «маяком надії». Це «принесе полегшення країнам, що розвиваються, на межі банкрутства, і найбільш уразливим людям, які перебувають на межі голоду». Він також назвав важливою наполегливість президента Ердогана на кожному етапі цього процесу.
Міністр оборони Росії Сергій Шойгу після церемонії підписання заявив, що Росія не скористається тим, що порти будуть розміновані та відкриті.

### 2023
17 липня 2023 року Речник Кремля Дмитрій Пєсков заявив про зупинку дії "зернової угоди". Також Росія оголосила про відкликання гарантій безпеки судноплавства в рамках Чорноморської зернової ініціативи. Після чого представники різних країн висловили свої думки з цього приводу.
Голова Європейської ради Шарль Мішель відреагував на рішення Росії наступною заявою: "Це поставить під загрозу продовольчу безпеку та доступ населення всього світу до зерна та добрив".
Президент України Володимир Зеленський відреагував на оголошення Росії про вихід із зернової угоди: «Навіть без РФ треба робити все, щоб ми могли використовувати цей чорноморський коридор. Ми не боїмося. До нас звернулися компанії, які є власниками кораблів. Вони сказали, що вони готові, якщо Україна відпустить, а Туреччина буде пропускати, то всі готові продовжувати постачання зерна», також Зеленський додав «Тому, коли Росія каже, що вона зупиняє, – вона зриває свої домовленості з генсеком ООН Ґуттерішем і з президентом Ердоганом. Не з нами. У нас не було ніяких з ними домовленостей».
Генеральний секретар ООН Антоніу Гутерріш заявив, що глибоко шкодує про рішення Росії завершити зернову угоду, пише російська агенція ТАСС. "Я глибоко шкодую про рішення Російської Федерації припинити виконання чорноморської зернової ініціативи, включаючи вихід Російської Федерації із гарантій безпеки навігації у північно-західній частині Чорного моря. ", - сказав Гутерріш.
Речниця китайського Міністерства закордонних справ Мао Нін, наголосила, що: «Китай сподівається, що чорноморська зернова ініціатива й надалі буде збалансованою та повністю реалізованою», також додала «Китайська сторона готова посилити комунікацію та співпрацю з усіма сторонами для сприяння більшому міжнародному консенсусу та забезпечення глобальної продовольчої безпеки».
У заяві МЗС Франції 4 вересня 2023 року сказано, що «Франція засуджує російські удари, спрямовані сьогодні вранці по зерновій інфраструктурі в Ізмаїльському районі.», а також, що таким чином Росія продовжує свій шантаж глобальної продовольчої безпеки, що позначається систематичним знищенням транзитних і складських потужностей в Україні, перешкодами для експорту зерна та призупиненням Чорноморської зернової ініціативи, яка дозволила відправити 33 мільйони тонн харчів до 45 країн, особливо до найбільш вразливих країн Азії та Африки.
На початку вересня 2023 року уперше від початку повномасштабної війни три кораблі із продукцією українських металургів прорвали морську блокаду, влаштовану країною-агресором. З портів Одеси та «Південного» вийшли судна Primus, Anna Tereza та Ocean Courtesy, які було заблоковано із 24 лютого 2022 року.
Станом на 24 листопада 2023 року 153 судна, що перевозять понад 5,6 мільйона метричних тонн зерна та інших вантажів, пройшли Чорноморським гуманітарним коридором України.